# Roy Bridges
Roy Dubard Bridges Jr. (Atlanta, 19 de julho de 1943) é um ex-astronauta norte-americano, major-general da Força Aérea e ex-diretor do Centro Espacial John F. Kennedy e do Centro de Pesquisa Langley da NASA.
Formado em engenharia pela Academia da Força Aérea dos Estados Unidos e com doutorado na mesma ciência pela Universidade Purdue, serviu na Força Aérea onde foi comandante da Base Aérea de Edwards, depois de graduar-se com distinção na prestigiosa Escola de Piloto de Teste da Força Aérea dos Estados Unidos, localizada na mesma base.
Graduado no curso de astronautas da NASA, foi ao espaço em julho de 1985 na STS-51-F Challenger como piloto do ônibus espacial, uma missão com o Spacelab 2. Após seu voo, Bridges exerceu funções técnicas e de comando em terra, até assumir a direção do Centro Espacial Kennedy, na Flórida, por mais de seis anos. Em 2003, passou a dirigir o Langley Research Center em Hampton, na Virgínia, até se aposentar da NASA em 2005. Depois disso, tornou-se executivo da Northrop Grumman.
Ele é condecorado, entre outras honrarias, com a Legião do Mérito e a Cruz de Voo Distinto.